# Nickelodeon Kids' Choice Awards 2013

Nickelodeon's Kids' Choice Awards 2013 foi a vigésima sexta edição da premiação anual realizada pela Nickelodeon. Foi ao ar em 26 de Março de 2013 no Brasil. De acordo com o programa as votações ultrapassaram 350 milhões de votos, quebrando o recorde do KCA.
A cerimônia foi apresentada por Josh Duhamel, com apresentações musicais de Pitbull e Christina Aguilera e Ke$ha. Aconteceu no Galen Center em Los Angeles no dia 23 de março de 2013  e contou com participações de Lucy Hale e a banda Big Time Rush. O KCA 2013 acabou com a entrega do prêmio de "Brigão Favorito" e um banho de slime em Josh Duhamel.

## Apresentadores
O ator Josh Duhamel foi o apresentador principal do show, mas várias outras estrelas apresentaram os prêmios, dentre eles: Lucy Hale, Big Time Rush, Jennette McCurdy, Ariana Grande, Gabby Douglas, Reinaldo Zavarce, Jaden Smith e Sandra Bullock.

## Vencedores

### Televisão

#### Serie de TV Favorita
Indicados: 
- iCarly
- Good Luck Charlie
- Victorious
- Wizards of Waverly Place

Resultado Vencedor: Victorious

#### Ator de TV Favorito
Indicados:
- Jake T. Austin
- Lucas Cruikshank
- Ross Lynch
- Carlos Pena Jr.

Resultado Vencedor: Ross Lynch

#### Atriz de TV Favorita
Indicados:
- Miranda Cosgrove como Carly Shay em iCarly
- Selena Gomez como Alex Russo em Wizards of Waverly Place
- Victoria Justice como Tori Vega em Victorious
- Bridgit Mendler como Teddy Duncan em Good Luck Charlie

Resultado Vencedor: Selena Gomez (Ganhadora pela 5ª vez consecutiva)

#### Reality Show Favorito
Indicados:
- American Idol
- The Voice
- America's Got Talent
- Wipeout

Resultado Vencedor: Wipeout

#### Desenho Favorito
Indicados:
- Os Padrinhos Mágicos
- Phineas and Ferb
- Bob Esponja
- Tom & Jerry

Resultado Vencedor: Bob Esponja

#### Ator de Cinema Favorito
Indicados:
- Johnny Depp como Barnabas Collins em Sombras da Noite
- Andrew Garfield como "Peter Parker/Homem Aranha" em O Espetacular Homem Aranha
- Zachary Gordon como Greg em O Diário de um Banana: Dias de Cão
- Will Smith como agente J em Homens de Preto III

Resultado Vencedor: Johnny Depp

#### Atriz de Cinema Favorita
Indicados:
- Vanessa Hudgens como Kailani em Viagem 2: A Ilha Misteriosa
- Scarlett Johansson como "Natasha Romanoff/Viúva Negra" em Os Vingadores
- Jennifer Lawrence como Katniss Everdeen em Jogos Vorazes
- Kristen Stewart como Bella Swan em Saga Crepúsculo: Amanhecer Parte 2

Resultado Vencedor: Kristen Stewart

#### Filme Animado Favorito
Indicados:
- Valente
- A Era do Gelo 4
- Madagascar 3: Os Procurados
- Detona Ralph

Resultado Vencedor: Detona Ralph

#### Dublagem favorita
Indicados:
- Chris Rock como Marty em Madagascar 3: Os Procurados
- Adam Sandler como Conde Drácula em Hotel Transylvania
- Ben Stiller como Alex em Madagascar 3: Os Procurados
- Taylor Swift como Audrey em The Lorax (filme)

Vencedor: Adam Sandler

#### Filme Favorito
Indicados:
- The Amazing Spider-Man
- Os Vingadores
- Diário de um Banana: Dias de Cão
- Jogos Vorazes

Resultado Vencedor: Jogos Vorazes

#### Vilão Favorito
Indicados:
- Reed Alexander como Nevel em ICarly
- Simon Cowell em The X Factor
- Tom Hiddleston como Loki em Os Vingadores
- Julia Roberts como Rainha Clementianna em Espelho, Espelho Meu

Resultado Vencedor: Simon Cowell

#### Buttkicker Masculino Favorito
Indicados:
- Robert Downey Jr. como Homem de Ferro em Os Vingadores
- Andrew Garfield como Homem Aranha em The Amazing Spider-Man
- Dwayne Johnson como Hank em Viagem 2: A Ilha Misteriosa
- Chris Hemsworth como Thor em Os Vingadores

Resultado Vencedor: Dwayne Johnson

#### Buttkicker Feminino Favorito
Indicados:
- Anne Hathaway como Mulher Gato em Batman: O Cavaleiro das Trevas Ressurge
- Scarlett Johansson como Viúva Negra em Os Vingadores
- Jennifer Lawrence como Katniss Everdeen em Jogos Vorazes
- Kristen Stewart como Branca de Neve em A Branca de Neve e o Caçador

Resultado Vencedor: Kristen Stewart

### Música

#### Cantor Favorito
Indicados:
- Blake Shelton
- Bruno Mars
- Usher
- Justin Bieber

Resultado Vencedor: Justin Bieber

#### Cantora Favorita
Indicados:
- Adele
- P!nk
- Katy Perry
- Taylor Swift

Resultado Vencedor: Katy Perry

#### Grupo Musical Favorito
Indicados:
- Big Time Rush
- Bon Jovi
- One Direction
- Maroon 5

Resultado Vencedor: Big Time Rush

#### Música Favorita
Indicados:
- Call Me Maybe de Carly Rae Jepsen
- Gangnam Style de Psy
- We Are Never Ever Getting Back Together de Taylor Swift
- What Makes You Beatiful de One Direction

Resultado Vencedor: What Makes You Beatiful

#### Voz Favorita do Brasil
Indicados:
- Di Ferrero de NX Zero
- Manu Gavassi
- Mia Wicthoff de CW7
- Pe Lanza de Restart

Resultado Vencedor::Mia Wicthoff

### Esportes

#### Atleta Masculino Favorito
Indicados:
- Michael Phelps
- LeBron James
- Tim Tebow
- Cristiano Ronaldo

Resultado Vencedor: Cristiano Ronaldo

#### Atleta Feminina Favorita
Indicados:
- Gabby Douglas
- Danica Patrick
- Serena Williams
- Venus Williams

Resultado Vencedor: Danica Patrick

### Outras Categorias

#### Livro Favorito
Indicados:
- Série "Diários de um Banana"
- Série "Harry Potter"
- Série "Jogos Vorazes"
- Série "Magic Tree House"

Resultado Vencedor: Série "Jogos Vorazes"

#### App Favorito
Indicados:
- Angry Birds
- Fruit Ninja
- Minecraft
- Temple Run

Resultado Vencedor: Temple Run

#### Game Favorito
Indicados:
- Just Dance 4
- Mario Kart 7
- Skylanders Giants
- Wii Sports

Resultado Vencedor: Just Dance 4